# Johnny Crawford
Pour les articles homonymes, voir Crawford.
Johnny Crawford est un acteur et chanteur américain né le 26 mars 1946 à Los Angeles, Californie, et mort le 29 avril 2021 dans la même ville.

## Biographie
Johnny Crawford est né à Los Angeles, fils de Betty Megerlin et de Robert Lawrence Crawford. Son grand-père maternel est le violoniste Alfred Eugene Megerlin, né en Belgique, premier violon de l'Orchestre philharmonique de New York.
Atteint de la maladie d'Alzheimer, il meurt à l'âge de 75 ans, des suites de complications liées au Covid-19 et d'une pneumonie,.

## Filmographie
- 1954 : Jesse James vs. the Daltons : Tommy Hollister
- 1955 : The Mickey Mouse Club (série TV) : Johnny (1955-1956)
- 1956 : L'Homme au complet gris (The Man in the Gray Flannel Suit) : Italian boy with groceries
- 1957 : Courage of Black Beauty : Bobby Adams
- 1958 : The Space Children de Jack Arnold : Ken Brewster
- 1958 : L'Homme à la carabine (série TV) : Mark McCain
- 1965 : Indian Paint (en) de Norman Foster : Nishko
- 1965 : Village of the Giants de Bert I. Gordon : Horsey
- 1965 : The Restless Ones : David Winton
- 1966 : El Dorado de Howard Hawks : Luke MacDonald
- 1970 : The Resurrection of Broncho Billy : Broncho Billy
- 1973 : The Naked Ape : Lee
- 1974 : Sonic Boom
- 1974 : The Inbreaker : Chris MacRae
- 1976 : The Great Texas Dynamite Chase de Michael Pressman : Slim
- 1976 : Le Dernier des géants (The Shootist) : Books' victim in flashback
- 1976 : La Petite Maison dans la prairie (The House on the Prairie) (Série TV) saison 3, épisode 10 (Les chasseurs (The Hunters) ) : Ben Shelby
- 1981 : Macbeth (vidéo) : Seyton
- 1983 : Kenny Rogers as The Gambler: The Adventure Continues (TV) : Masket
- 1985 : All American Cowboy (TV)
- 1986 : Adventures of William Tell (TV) : Prince Ignatius
- 1989 : Bloodhounds of Broadway : Musician
- 1991 : The Gambler Returns: The Luck of the Draw (TV) : Mark McCain
- 1997 : Rupert Patterson Wants to be a Super Hero (TV) : Art / Gus
- 1999 : Passé virtuel (The Thirteenth Floor) : Singer